# Xã Coitsville, Quận Mahoning, Ohio
Xã Coitsville (tiếng Anh: Coitsville Township) là một xã thuộc quận Mahoning, tiểu bang Ohio, Hoa Kỳ. Năm 2010, dân số của xã này là 1.392 người.